# 賈敬修
賈敬修（1833年—1868年12月10日），字熙齋，乳名三品，河南省原武縣人，報捐知縣，咸豐六年五月分發陝西。歷署任陝西洋縣、鄠縣、神木縣知縣，清剿回匪，不幸殉國，時同治七年十月二十七日。經左宗棠具奏，照四品陣亡例議恤，加道銜，給雲騎尉世職。